# Icilio Guareschi
Icilio Guareschi (San Secondo Parmense, 24 dicembre 1847 – Torino, 20 giugno 1918) è stato un chimico e storico italiano.

## Biografia
Icilio Guareschi nacque in una famiglia di farmacisti dalla tradizione plurisecolare. Nel 1866, quando era ancora studente del Liceo ginnasio statale Giovanni Domenico Romagnosi di Parma, si arruolò volontario nell'esercito regolare per partecipare alla terza guerra di indipendenza contro l'Impero austriaco. Nel 1870 si diplomò alla Scuola di Farmacia dell'Università di Bologna. Successivamente frequentò la facoltà di Scienze Naturali dell'Università di Firenze, dove fu allievo di Hugo Schiff. Si laureò in Scienze Naturali all'Università di Pisa nel 1871.
Dapprima si dedicò all'insegnamento della chimica nelle scuole secondarie come l'Istituto Tecnico di Livorno. In seguito si dedicò alla ricerca e all'insegnamento universitario dapprima come professore di Chimica farmaceutica a Siena e dal 1879 a Torino dove rimase a dirigere l'Istituto di Chimica farmaceutica per il resto della sua esistenza.
Pacifista, si occupò anche del restauro dei manoscritti membranacei della BNU di Torino danneggiati nell'incendio del 1904.

## Ricerche
Il suo nome è legato ad una serie di ricerche originali nel campo della chimica organica e tossicologica: scrisse il famoso Commentario della farmacopea italiana in 3 volumi. Come ricercatore Guareschi fu alquanto eclettico. Fra gli argomenti di studio si ricordano qui l'asparagina, l'urea, la naftalina, le tioaldeidi, ciano-etilammine, le piridine, le ptomaine, i composti idropiridinici (il cui metodo di sintesi è noto come reazione di Guareschi).
Fu sicuramente anche uno dei padri fondatori della storia della chimica in Italia. La sua produzione, vastissima, resta ancora oggi, per certi versi, determinante. Guareschi svolse inoltre una intensa attività pubblicistica e di divulgazione storica nell'ambito della chimica. Accurato e documentato studioso di storia della Chimica, collaborò con Francesco Selmi (raccogliendone l'eredità) alla stesura della Enciclopedia di Chimica scientifica e industriale, curandone dapprima una stesura in 11 volumi con un Complemento e supplemento scritto dallo stesso Guareschi, poi una edizione in 13 volumi nota ai chimici italiani come "la Guareschi".
Fra i numerosi scritti storici va ricordata un'ottima monografia su Avogadro, di cui fra l'altro Guareschi ebbe l'incarico dall'Accademia delle Scienze di Torino di pubblicare un volume di Opere Scelte, la rivendicazione della paternità della Prima legge di Gay-Lussac ad Alessandro Volta, una monografia su Domenico Guglielmini importante per aver attirato l'attenzione sugli studi di cristallografia di uno studioso di cui era rimasto solo il ricordo degli studi di idraulica.

## Opere

### Chimica generale
- Francesco Selmi, Icilio Guareschi, Enciclopedia chimica, scientifica e industriale, Torino, UTET, 1868-1881
- Icilio Guareschi, Commentario della farmacopea italiana, 3 voll., Torino, UTET, 1897
- Icilio Gureschi, Nuova enciclopedia di chimica scientifica, tecnologica e industriale, 13 voll., Torino, UTET, 1899-1918
- Icilio Guareschi,  Ossipiridine dai b dichetoni, Torino, Clausen, 1898
- Icilio Guareschi,  Sintesi di composti piridinici e trimetilenpirrolici, Torino, Clausen, 1901
- Icilio Guareschi, 1. Neue sehr scharfe, auch in Gegenwart anderer Halogene brauchbare Reaktion des Broms; 2. Über die Verbreitung des Broms in der Natur und über seinen Nachweis besonders in organischen Substanzen; 3. Neue Beobachtungen über eine neue charakteristische und scharfe Reaktion auf Brom, Wiesbaden, Ritter, 1912-13
- Icilio Guareschi, Einführung in das Studium der Alkaloide mit besonderer Berücksichtigung der vegetabilischen Alkaloide und der Ptomaine mit Genehmigung des Verfassers in deutscher Bearbeitung herausg. von D. Hermann Kunz-Krause, Berlin, R. Gaertner's Verlagsbuchh., 1896-97
- Icilio Guareschi, Discorso storico-critico preliminare alle Memorie di Ascanio Sobrero, 1913
- Icilio Guareschi, Su una idroetildicianmetildiossipiridina, Torino, Clausen, 1898
- Icilio Guareschi, Sintesi di composti piridinici dagli eteri chetonici coll'etere cianacetico in presenza dell'ammoniaca e delle amine: memoria 1, Torino, Clausen, 1896
- Icilio Guareschi, Sopra alcuni nuovi composti cupro-ammonici, Torino, Clausen, 1896
- Icilio Guareschi, Azione del calore su composti idrici, Torino, Clausen, 1899
- Icilio Guareschi, Sintesi di composti idrochinolinici: nota, Torino, Clausen, 1893
- Icilio Guareschi, Sintesi di derivati glutarici e trimetilenici: nota, Torino, Clausen, 1899
- Icilio Guareschi, Sull'aminoetilidensuccinimide e sull'acetilsuccinimide, Torino, Clausen, 1896
- Icilio Guareschi, Osservazioni sulla analisi elementare, Torino, Clausen, 1898
- Icilio Guareschi, Una nuova trimetilpiridina, Torino, Clausen, 1900
- Icilio Guareschi, Azione dell'etilendiamina sul forone e sull'ossido di mesitile: nota 1, Torino, Carlo Clausen, 1894
- Icilio Guareschi, Acidi bb dialchilglutarici e b alchil y cianvinilacetici: nota 1, Torino, Carlo Clausen, 1901
- Icilio Guareschi, Chimica generale e chimica fisica, Torino, UTET, 1906

### Storia della chimica
- Icilio Guareschi, Storia della chimica, 12 voll., Torino, Unione tip.-Editrice Torinese, 1904.
- Icilio Guareschi, Francesco Selmi e la sua opera scientifica , Memorie della Reale Accademia delle Scienze di Torino, Serie II, Tomo LXII, Torino: Libreria Fratelli Bocca, 1912
- Icilio Guareschi, La storia delle scienze e Domenico Guglielmini, Roma, Tipogr. nazionale di G. Bertero e c., 1913
- Icilio Guareschi, Domenico Guglielmini e la sua opera scientifica, Torino, Utet, 1914
- Icilio Guareschi, Nota sulla storia del movimento browniano, Wondelgen-lez-Gand (Belgique), 1913
- Icilio Guareschi, Faustino Malaguti e le sue opere, Torino, UTET, 1902
- Icilio Guareschi, Vannoccio Biringucci e la chimica tecnica: note storiche, Torino, UTET, 1904
- Icilio Guareschi, La chimica presso i cinesi, Faustino Malaguti, Torino, UTET, 1904
- Icilio Guareschi, Lavoisier sua vita e sue opere, Torino, UTET, 1903
- Icilio Guareschi, Sui colori degli antichi, Torino, UTET, 1905
- Icilio Guareschi, Lavoisier e Berzelius nella storia della scienza, Torino, Tip. Olivero e C., 1915
- Icilio Guareschi, Jons Jacob Berzelius e la sua opera scientifica: brevi cenni sulla chimica nella prima metà del secolo XIX, Torino, Unione tipografico-Editrice torinese, 1915
- Icilio Guareschi, Petroli ed emanazioni terrestri e loro origine: notizie storico-critiche di chimica geologica, Torino, Unione tipografico-Editrice torinese, 1912
- Icilio Guareschi, Nozioni di zoochimica, Torino, Unione Tipografico-Editrice, 1898
- Icilio Guareschi, La teoria atomistica e Sebastiano Basso con notizie e considerazioni su William Higgins, Roma, Tip. d. r. Accademia dei Lincei, 1916
- Icilio Guareschi, Marcelin Berthelot: commemorazione letta nell'adunanza a classi unite dell'8 marzo 1908, Torino, Clausen, 1908